# Хуан Себастијан Верон
Хуан Себастијан Верон (шп. Juan Sebastián Verón; 9. март 1975) је бивши аргентински фудбалер и репрезентативац. Играо је у везном реду.

## Каријера
Верон је дебитовао у сениорском фудбалу 1994. године у Естудијантесу. Шира фудбалска јавност чула је за Верона 1996. када је већ прешао из Естудијантеса у Боку јуниорс. Након сјајних партија у дресу овог клуба, Верон је након само пар месеци проведених у Боки доведен у Италију како велико појачање Сампдорије. После наступа на СП 1998. године у Француској за 20 милиона евра прелази у Парму, међутим, већ следеће сезоне Парма је инкасирала 25 милиона колико је добила на име обештећења за његов трансфер у Лацио. Најдубљи траг Верон је оставио у римском Лацију, клубу са којим је 2000. године заједно са Нестом, Недведом, Станковићем, Михајловићем… освојио титулу шампиона Италије, италијански куп и Суперкуп. Следеће године прелази у Манчестер јунајтед за 28,1 милиона фунти а две године касније у Челси, за који је међутим у року од четири године уписао тек осам лигашких наступа. Од 2004. до 2006. године Верон је као позајмљени играч Челсија бранио боје Интера, да би се 2007. након 11 година вратио у Аргентину. Вратио се у “свој” Естудијантес који је сјајним играма предводио до освајања Копа либертадорес 2009. године. Каријеру је завршио 2012. године у Естудијантусу, после 18 година професионалног играња фудбала.
Хуан Себастијан Верон је за репрезентацију Аргентине дебитовао 1996. године, у дресу са најдражим грбом је играо све до 2010. године, када се опростио од репрезентације. Током 15 година играња за “Гаучосе” уписао је 73 наступа на којима је постигао девет погодака. 
Са преко 90 милиона евра укупних трансфера, Верон се сматра једним од најскупљих играча свих времена. У каријери је освојио прегршт трофеја, два Скудета, Премијер лигу, три италијанска Купа, Куп УЕФА и европски Суперкуп… 2008. и 2009. године проглашен је најбољим играчем Јужне Америке а са репрезентацијом Аргентине највећи успех постигао је 1998. године, када је са “Гаучосима” дошао до четвртфинала Светског првенства у Француској.

## Успеси

### Клупски
Естудијантес
- Првенство Аргентине: 2006, 2010.
- Примера Б насионал: 1995
- Копа либертадорес: 2009

Парма
- Куп Италије: 1998/99.
- Куп УЕФА: 1998/99.

Лацио
- Серија А: 1999/00
- Куп Италије: 1999/00.
- Суперкуп Италије: 2000.
- УЕФА суперкуп: 1999.

Манчестер јунајтед
- Премијер лига: 2002/03.

Интер
- Серија А: 2005/06.
- Куп Италије: 2004/05, 2005/06.
- Суперкуп Италије: 2005.

### Индивидуални
- Аргентински фудбалер године: 2006, 2009.
- Јужноамерички фудбалер године: 2008, 2009.
- ФИФА 100: 2004.[3]